# Xinictle
Xinictle är en ort i Mexiko.   Den ligger i kommunen Tamazunchale och delstaten San Luis Potosí, i den sydöstra delen av landet, 210 km norr om huvudstaden Mexico City. Xinictle ligger 736 meter över havet och antalet invånare är 240.
Terrängen runt Xinictle är huvudsakligen kuperad, men åt sydväst är den bergig. Xinictle ligger uppe på en höjd. Runt Xinictle är det tätbefolkat, med 476 invånare per kvadratkilometer. Närmaste större samhälle är Tamazunchale, 8,1 km sydost om Xinictle. I omgivningarna runt Xinictle växer i huvudsak städsegrön lövskog.